# Dudley Marvin

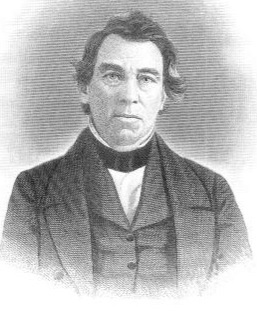
Dudley Marvin (1875)

Dudley Marvin (* 9. Mai 1786 in Lyme, Connecticut; † 25. Juni 1856 in Ripley, New York) war ein US-amerikanischer Jurist und Politiker. Zwischen 1823 und 1829 sowie zwischen 1847 und 1849 vertrat er den Bundesstaat New York im US-Repräsentantenhaus.

## Werdegang
Dudley Marvin wurde ungefähr drei Jahre nach dem Ende des Unabhängigkeitskrieges im New London County geboren. Er besuchte die Colchester Academy. 1807 zog er nach Canandaigua, wo er Jura studierte. Nach dem Erhalt seiner Zulassung als Anwalt 1811 begann er in Erie (Pennsylvania) zu praktizieren. Er kehrte im selben Jahr nach Canandaigua zurück, wo er seine Tätigkeit als Anwalt fortsetzte.  1812 diente er als Lieutenant in der Miliz von New York. Er wurde mehrere Male befördert, zuletzt zum Generalmajor.
Als Folge einer Zersplitterung der Demokratisch-Republikanischen Partei vor und während der Präsidentschaft von John Quincy Adams (1825–1829) schloss er sich der Adams-Clay-Fraktion an. Bei den Kongresswahlen des Jahres 1822 für den 18. Kongress wurde Marvin im 26. Wahlbezirk von New York in das US-Repräsentantenhaus in Washington, D.C. gewählt, wo er am 4. März 1823 als erster Vertreter des 26. Distrikts von New York im US-Repräsentantenhaus seinen Dienst antrat. Er schloss sich dann der Adams-Fraktion an. 1824 kandidierte er erfolgreich für den 19. Kongress. Er wurde einmal wiedergewählt und schied dann nach dem 3. März 1829 aus dem Kongress aus.
Nach seiner Kongresszeit widmete er sich der Entwicklung von verschiedenen Neuerungen, welche er patentierte. 1835 zog er nach New York City und von dort 1843 nach Ripley im Chautauqua County, wo er weiter als Anwalt praktizierte.
Er schloss sich in der Folgezeit der Whig Party an. Bei den Kongresswahlen des Jahres 1846 für den 30. Kongress wurde er im 31. Wahlbezirk von New York in das US-Repräsentantenhaus gewählt, wo er am 4. März 1847 die Nachfolge von Abner Lewis antrat. Er schied nach dem 3. März 1849 aus dem Kongress aus. Seine Kongresszeit war vom Mexikanisch-Amerikanischen Krieg überschattet.
Danach ging er in Ripley wieder seiner Tätigkeit als Anwalt nach. Er verstarb dort ungefähr fünf Jahre vor dem Ausbruch des Bürgerkrieges. Sein Leichnam wurde dann auf dem East Ripley Cemetery bestattet.